# Fortaleza de Belixe

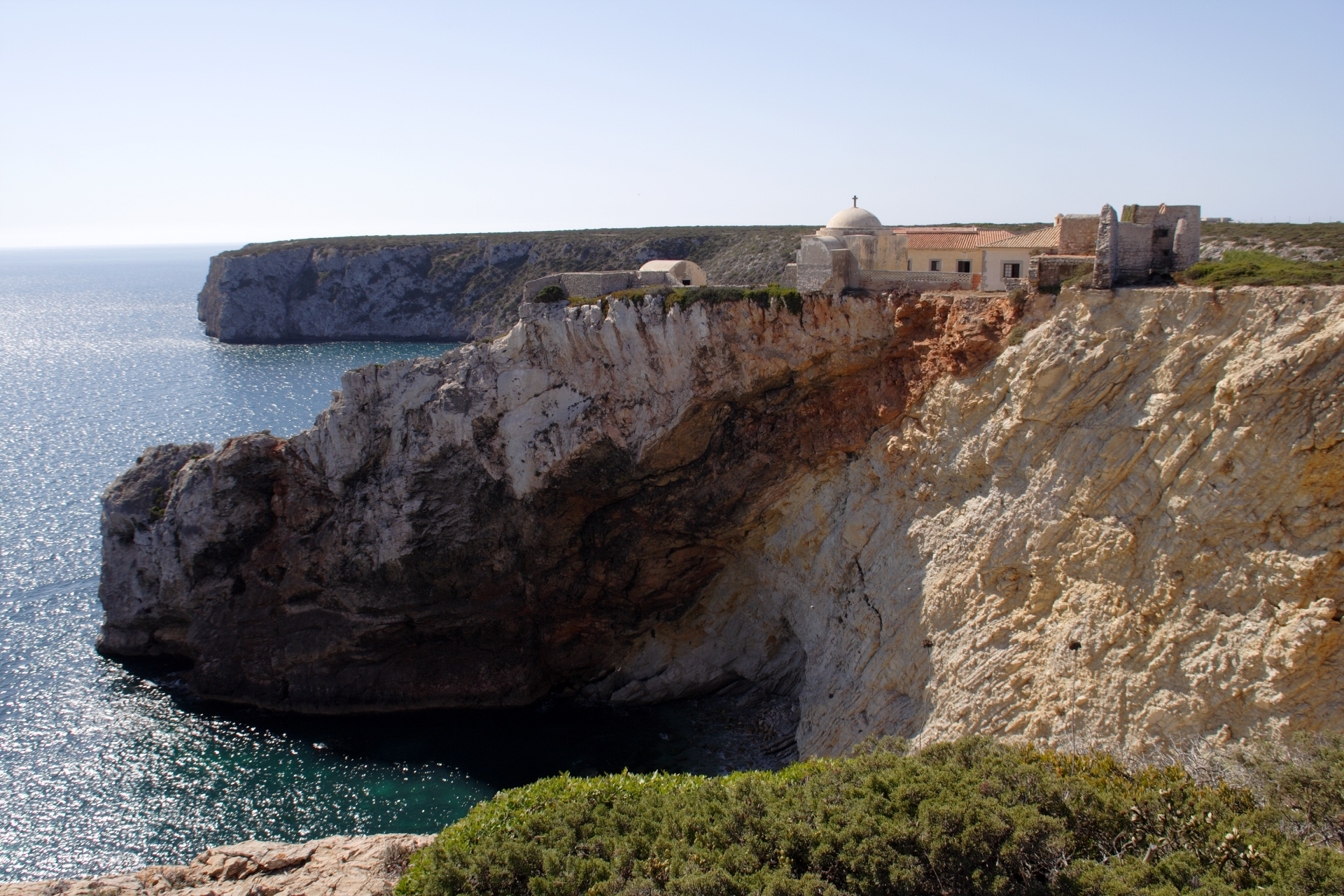
Fortaleza de Belixe aus östlicher Richtung

Die Fortaleza de Belixe, offiziell Forte de Santo António de Belixe, ist ein kleines Fort an der etwa 50 Meter hohen Steilküste des Atlantiks in Sagres, in der Gemeinde Vila do Bispo Portugal. Sie liegt zwischen dem Cabo de São Vicente und der Fortaleza de Sagres.
In der Anlage befindet sich die Kapelle Capela de Santa Catarina. Deren barockes Altarbild befindet sich seit 1997 in der Igreja de Nossa Senhora da Graça, der Kirche der Festung von Sagres.

## Geschichte
Als Entstehungszeitraum der Anlage wird die Herrschaft von König Manuel I. oder seines Nachfolgers Johann III. angenommen, also die Zeit zwischen 1495 und 1557. Belege hierfür sind nicht bekannt. Belegt ist die Beschädigung der Anlage durch Francis Drake im Jahr 1587. Unter Philipp III. wurden die Schäden behoben, die Anlage weitgehend neu aufgebaut und 1632 wieder eröffnet. Das große Erdbeben und der Tsunami von 1755 verursachten erhebliche Zerstörungen an der Festungsanlage. Der Wiederaufbau erfolgte erst im Rahmen der Vorbereitungen zu den Feierlichkeiten anlässlich des 500. Todestags von Heinrich dem Seefahrer im Jahr 1960. Hierbei wurde auf den Fundamenten der Kaserne ein Teehaus errichtet. Für einige Jahre gab es ein Restaurant und einige Hotelzimmer in der Anlage, die zum Hotel Pousada de Sagres gehörten. Aus Sicherheitsgründen ist der Zugang zu der Anlage seit einigen Jahren gesperrt, da durch die fortschreitende Küstenerosion Einsturzgefahr besteht.